# Schizodactylus
Schizodactylus is een geslacht van rechtvleugeligen uit de familie Schizodactylidae. De wetenschappelijke naam van dit geslacht is voor het eerst geldig gepubliceerd in 1835 door Brullé.

## Soorten
Het geslacht Schizodactylus omvat de volgende soorten:
- Schizodactylus brevinotus Ingrisch, 2002
- Schizodactylus burmanus Uvarov, 1935
- Schizodactylus hesperus Bey-Bienko, 1967
- Schizodactylus inexspectatus Werner, 1901
- Schizodactylus minor Ander, 1938
- Schizodactylus monstrosus Drury, 1770
- Schizodactylus tuberculatus Ander, 1938